# Сульфид актиния(III)
Сульфид актиния(III) — Ac2S3, неорганическое бинарное соединение актиния с серой. Тёмно-коричневое, практически чёрное кристаллическое вещество (кубическая сингония типа Ce2O3). Изоструктурен La2S3. Разлагается водой. 
Впервые был получен в 1950 году прокаливанием оксалата или оксида актиния в токе сероводорода при 1400 °C:
{\displaystyle {\mathsf {Ac_{2}(C_{2}O_{4})_{3}+3H_{2}S=Ac_{2}S_{3}+3H_{2}O+3CO_{2}+3CO}}}
{\displaystyle {\mathsf {Ac_{2}O_{3}+3H_{2}S=Ac_{2}S_{3}+3H_{2}O}}}